# Éléments
«Элементы» (фр. Éléments; полное название ― Éléments pour la civilisation européenne, «Элементы европейской цивилизации») ― журнал французских «новых правых», выходящий раз в два месяца. Основан в сентябре 1973 года.
Является официальным изданием Группы по исследованию и изучению европейской цивилизации (GRECE). Его авторы вдохновляются панъевропейской идентичностью, отстаивают критическое видение либеральной современности и посвящают свои сочинения философским проблемам экологии, поискам истоков европейской культуры, а также делу защиты коллективной идентичности. 

## История
Уделяя внимание культурной, политической, социальной проблематике (в том числе и в академическом ключе), Éléments в течение многих десятилетий является печатным органом GRECE ― аналитического центра «новых правых», основанного в 1968 году. Журнал изначально был рассчитан на широкую аудиторию и первое десятилетие своего существования пользовался популярностью у читателей. Из-за относительного падения интереса у аудитории в начале 1980-х издателям пришлось перейти к среднему формату печати, хотя журнал по-прежнему можно было приобрести практически повсеместно. Издателей журнала часто обвиняли в их приверженности ультраправым взглядам, однако руководство Éléments всегда яростно отвергало подобную классификацию и настаивало на том, что оно придерживается нейтральной и академической подачи материала.
Первым главным редактором ревю стал Ален де Бенуа, подписывающийся псевдонимом Робер де Эрте.

## Редакционная политика
Не признавая себя ни правыми, ни левыми в классическом значении этих слов, редколлегия придерживается определённой идеологической линии, сочетающей в себе критику либерализма, недоверие к США и неприятие культуры общества потребления. В журнале можно часто встретить позитивно окрашенные размышления о язычестве, а также призывы к борьбе за охрану природы. Авторы, публикующиеся в журнале, подчеркивают необходимость сохранения культурных различий между народами и выступают против идеологии универсализма в любых её воплощениях .
По оценке философа Ивона Киниу, идейного оппонента «новых правых», также близкого к ФКП, ― «Элементы» являются «реакционным» журналом. По его словам, сила этого издания «заключается в его бесспорном качестве и способности привлекать к сотрудничеству самых разных авторов» от ультраправых до мыслителей, обычно «называемых левыми или близкими к левым». Таким образом, ревю приветствовал сотрудничество с интеллектуалами, тяготевшими к левым, а также с крупными учёными: это были Мишель Маффесоли, Мишель Онфре, Марсель Гоше, Бернар Ланглуа (основатель журнала Politis и d’Attac), Пьер Манан, Патрик Бюиссон, Кристоф Гийи, Жак Сапир и даже Жан-Ив Камю, крупный исследователь в области ультраправых движений.
Философ Марсель Гоше также высоко отзывался о качестве публикуемых в журнале материалов.
В 1975 году Elements выступили в защиту имени Артюра де Гобино, автора «арийской» расовой теории, что закономерно вызвало публичный скандал
В 2002 году Жан-Клод Валла в своей колонке также написал хвалебный отзыв о Жане Плантене, авторе ряда сочинений, посвящённых отрицанию Холокоста.В этом обзоре за авторством Стефана Франсуа также размещалась реклама издания Плантена ― Akribeia. Также исследователи отмечают, что некоторые статьи в Éléments «сдержанно восхваляют эвтаназию и евгенику» или «откровенно одобряют либерализацию абортов» .
В 2015 году, после небольшого ребрендинга, журнал был перезапущен. Однако, по мнению журналиста Саймон Блина, изменение графического оформления не повлекло за собой смены прежней ультраправой редакционной линии.

## Главные редакторы
- 1968―1973: Робер де Эрте (Ален де Бенуа)
- 1973―1978: Жан-Клод Валла
- 1978―2011: Мишель Мармин
- 2011―2017: Паскаль Эйссерик
- 2017―н. в.: Франсуа Буске

## Влияние за пределами Франции
Благодаря влиянию GRECE на правые круги в других частях Европы, в Германии появился журнал Elemente, Elementi ― в Италии и «Элементы» ― в России.